# 勒威克
勒威克（英語：Lerwick）是英国蘇格蘭设德兰群岛的首府，距苏格兰大陆北岸160公里，坐落于设德兰群岛中的梅恩蘭岛东岸。位于阿伯丁以北340公里、挪威卑爾根以西370公里、法罗群岛托尔斯港东南370公里。
勒威克是设德兰唯一的自治城镇，人口为7,500人（2010年）。它也是苏格兰最靠北以及最靠东的城镇。
英国的一个海岸气象站位于勒威克。